# Sân bay quốc tế Lưỡng Giang Quế Lâm
Sân bay quốc tế Lưỡng Giang Quế Lâm (IATA: KWL, ICAO: ZGKL), là sân bay phục vụ Lưỡng Giang, vị trí sân bay cách 28 km về phía Tây Nam của Quế Lâm, Quảng Tây, Trung Quốc.

## Các hãng hàng không và các tuyến điểm

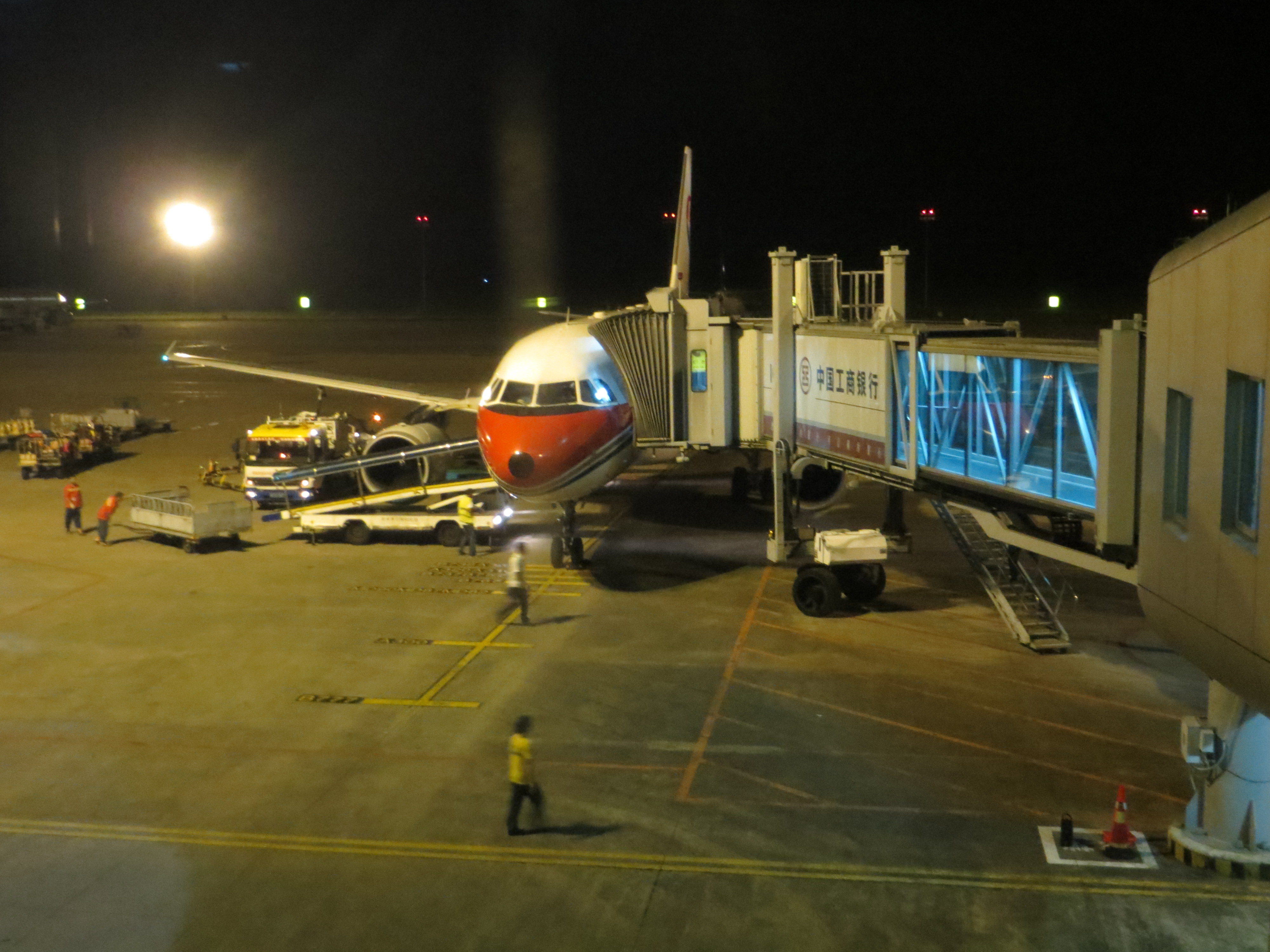
Máy Bay China Eastern Airlines A319

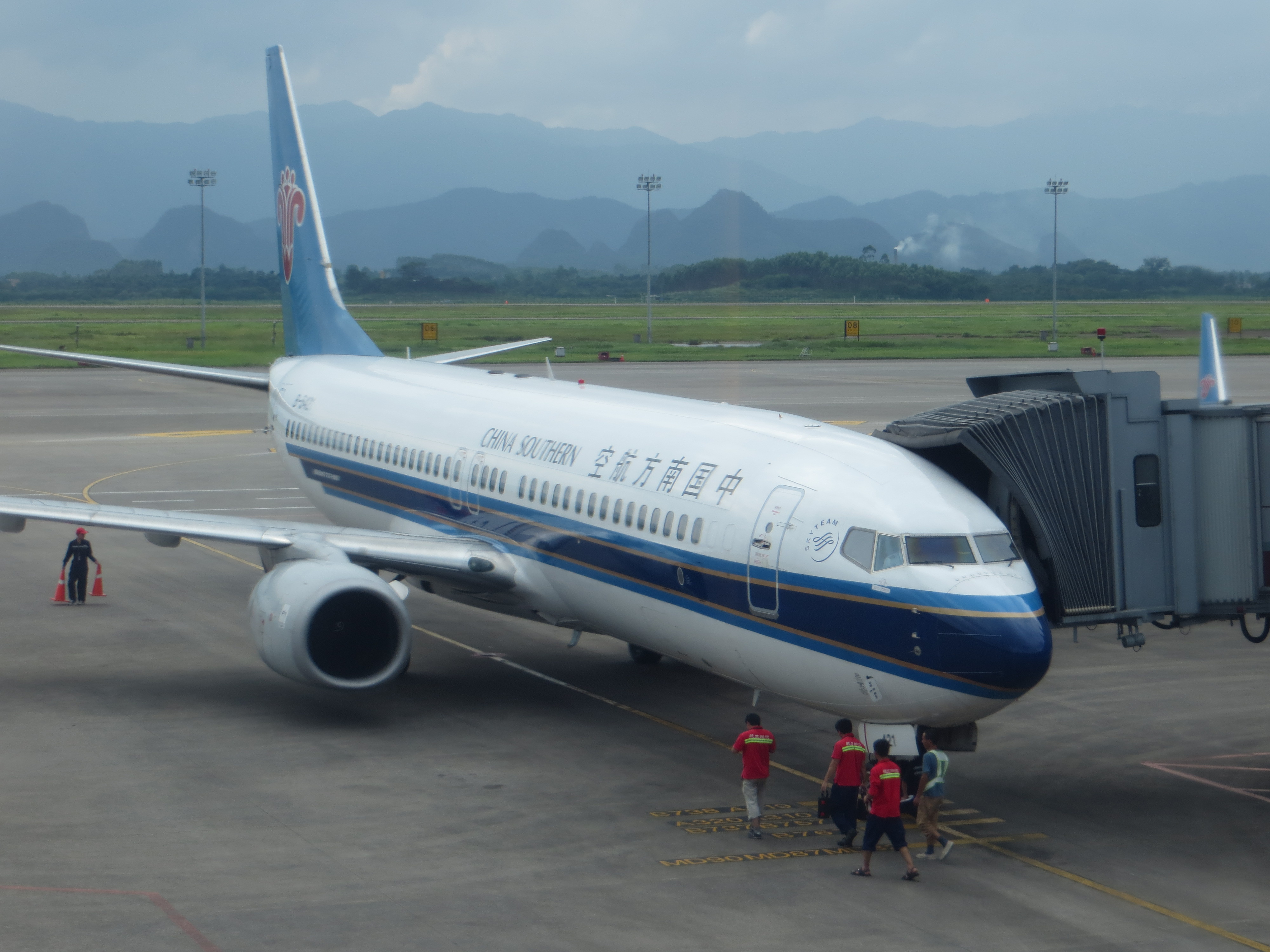
Máy bay China Southern Airlines 737-800

| Hãng hàng không           | Các điểm đến | Nhà ga/ Hành lang |
| ------------------------- | --- | ----------------- |
| AirAsia                   | Kuala Lumpur–International | Quốc tế           |
| Air Chang'an              | Tây An | Nội địa           |
| Air China                 | Bắc Kinh-Thủ đô, Thành Đô, Hàng Châu, Thượng Hải-Phố Đông, Tây An | Nội địa           |
| Asiana Airlines           | Seoul-Incheon | Quốc tế           |
| Beijing Capital Airlines  | Hải Khẩu, Hàng Châu, Tế Nam, Nam Kinh, Taiyuan, Hạ Môn, Tây An, Trịnh Châu | Nội địa           |
| Chengdu Airlines          | Hải Khẩu, Trịnh Châu | Nội địa           |
| China Eastern Airlines    | Hợp Phì, Ninh Ba, Tam Á, Thượng Hải-Phố Đông, Tây An, Tây Ninh | Nội địa           |
| China Eastern Airlines    | Seoul-Incheon | Quốc tế           |
| China Express Airlines    | Baise, Beihai, Trùng Khánh | Nội địa           |
| China Southern Airlines   | Bắc Kinh-Thủ đô, Thành Đô, Trùng Khánh, Đại Liên, Quảng Châu, Hải Khẩu, Hàng Châu, Hợp Phì, Côn Minh, Nam Kinh, Nam Ninh, Thanh Đảo, Thượng Hải-Phố Đông, Sán Đầu, Thẩm Dương, Thâm Quyến, Taiyuan, Urumqi, Ôn Châu, Vũ Hán, Tây An, Trịnh Châu | Nội địa           |
| China Southern Airlines   | Bangkok-Suvarnabhumi, Osaka-Kansai, Đài Bắc-Đào Viên Theo mùa: Muan | Quốc tế           |
| Dragonair                 | Hong Kong | Quốc tế           |
| EVA Air                   | Đài Bắc-Đào Viên | Quốc tế           |
| Far Eastern Air Transport | Kaohsiung | Quốc tế           |
| Fuzhou Airlines           | Phúc Châu | Nội địa           |
| Grand China Air           | Bắc Kinh-Thủ đô | Nội địa           |
| Hainan Airlines           | Hàng Châu, Tam Á, Tây An, Xuzhou | Nội địa           |
| Juneyao Airlines          | Thượng Hải-Phố Đông | Nội địa           |
| Korean Air                | Thuê chuyến: Jeju | Quốc tế           |
| Lucky Air                 | Phúc Châu, Côn Minh, Hạ Môn | Nội địa           |
| New Gen Airways           | Bangkok-Don Mueang | Quốc tế           |
| Okay Airways              | Thiên Tân | Nội địa           |
| Shandong Airlines         | Thành Đô, Trùng Khánh, Phúc Châu, Hàng Châu, Tế Nam, Nam Kinh, Thanh Đảo, Vũ Hán, Hạ Môn, Yên Đài, Trịnh Châu | Nội địa           |
| Shanghai Airlines         | Thượng Hải-Phố Đông | Nội địa           |
| Shanghai Airlines         | Busan | Quốc tế           |
| Shenzhen Airlines         | Hợp Phì, Nam Kinh, Nam Thông, Thẩm Dương, Wuxi | Nội địa           |
| Sichuan Airlines          | Cáp Nhĩ Tân, Tam Á, Taiyuan, Ngân Xuyên | Nội địa           |
| Spring Airlines           | Thượng Hải-Phố Đông, Thẩm Dương, Shijiazhuang | Nội địa           |
| Tianjin Airlines          | Sân bay quốc tế Long Động Bảo Quý Dương, Hải Khẩu, Lanzhou, Thiên Tân, Trịnh Châu | Nội địa           |
| Tigerair                  | Singapore | Quốc tế           |
| West Air                  | Trùng Khánh | Nội địa           |
| Xiamen Airlines           | Trùng Khánh, Phúc Châu, Hạ Môn | Nội địa           |